# جیمز هنری (بازیکن فوتبال)
جیمز هنری (انگلیسی: James Henry؛ زادهٔ ۱۰ ژوئن ۱۹۸۹) یک بازیکن فوتبال اهل بریتانیا است.